# Lino Zanini
Pour les articles homonymes, voir Zanini.
Lino Zanini (6 mai 1909 - 25 octobre 1997) est un prélat italien de l'Église catholique qui a travaillé au service diplomatique du Saint-Siège pendant 45 ans et a ensuite supervisé la basilique Saint-Pierre, y compris les travaux archéologiques et les améliorations d'accès, pendant 15 ans.

## Biographie
Lino Zanini est né à Riese Pio X, en Italie, le 6 mai 1909. Il est ordonné prêtre du patriarcat de Venise le 2 juillet 1933
Pour se préparer à une carrière diplomatique, il entre à l'Académie pontificale ecclésiastique en 1937. Il rejoint le corps diplomatique du Saint-Siège en 1938 ; ses premières affectations dans le service diplomatique comprennent des séjours en Équateur (en), au Chili (en), au Pérou (en), en Belgique (en) et au Liban (en)
Le 16 juin 1959, le pape Jean XXIII le nomme archevêque titulaire d'Andrinople-en-Hémimont (de) et nonce apostolique en République dominicaine (en). Il reçoit sa consécration épiscopale le 3 septembre des mains du cardinal Giovanni Urbani avec comme co-consécrateurs Antonio Mistrorigo et Giuseppe Olivotti (it). Bien que la hiérarchie de l'Église à Saint-Domingue ait soutenu le régime du dictateur Rafael Trujillo pendant des décennies, Zanini est chargé de renverser cette position. Au tout début, pour maintenir sa distance avec le gouvernement, il programme son arrivée pour le lendemain des célébrations de l'anniversaire du dictateur dominicain Rafael Trujillo. Le gouvernement le déclare “'persona non grata”' et il quitte le pays le 21 mai 1960.
Il retourne à Rome et travaille à la Secrétairerie d'État. Le 30 mai 1962, le pape Jean le nomme délégué apostolique à Jérusalem et en Palestine (en).
Le 4 janvier 1966, le pape Paul VI le nomme pro-nonce apostolique en Égypte
Le 7 mai 1969, le pape Paul VI le nomme nonce en Argentine (en)
Il retourne à Rome où, le 29 décembre 1973, il est nommé délégué de la Fabrique de Saint-Pierre. Il dirige la construction de chapelles dans la grotte de la basilique, avec accès par ascenseur, et la restauration de sa façade dans les années 1980,. De 1986 à 1989, il est président de la Commission permanente pour la protection des monuments historiques et artistiques du Saint-Siège. 
Il meurt au Vatican le 25 octobre 1997 à l'âge de 88 ans

## Succession apostolique
Lino Zanini a ordonné les évêques suivants :
- Évêque José María Márquez Bernal (de), C.M.F. (1973)
- Évêque Diego Gutiérrez Pedraza, O.S.A. (1973)